# Stanislav Kossior
Stanislav Vikentievitch Kossior (en russe : Станислав Викентьевич Косиор, en polonais : Stanisław Kosior), appelé communément Kossior, né le 18 novembre 1889 à Węgrów et mort le 26 février 1939 à Moscou, est un homme politique soviétique, membre du Politburo du Parti communiste d'URSS, secrétaire général du Parti communiste d'Ukraine de juillet 1928 à janvier 1938. Il est considéré comme l'un des organisateurs de l'Holodomor, la famine organisée en RSS d'Ukraine, en 1932-1934. Il est exécuté à l'issue des Grandes Purges.

## Biographie
Stanislav Kossior est né en 1889 à Węgrów, dans le gouvernement de Siedlce (Royaume du Congrès), alors dans l’Empire russe. Sa famille était polonaise et pauvre.
Au début du XXe siècle, il émigre à Iouzovka (aujourd'hui Donetsk), où il travaille dans une aciérie.
En 1907, il rejoint le Parti social-démocrate de Russie et rapidement devient chef de section locale, ce qui lui vaut d'être arrêté et d'être licencié. Il travaille ensuite en usine mais est de nouveau arrêté et déporté à Pavlovsk.
En 1913, il se trouve à Moscou puis à Kiev, enfin à Kharkiv, où il crée des cellules communistes locales.
En 1915, il est arrêté par la police secrète tsariste, l'Okhrana, et est exilé en Sibérie.
Après la Révolution de février 1917, Kossior se rend à Petrograd, où il travaille au quartier général du Parti communiste. Après la Révolution d'Octobre, il se rend dans l’ouest de la Russie et en Ukraine ; il devient membre du Politburo d'Ukraine à partir de ce moment, et cela jusqu'à sa mort et chargé des Finances de mars à avril 1918. Après le traité de Brest-Litovsk, il retourne en Russie et retrouve une place importante dans l'appareil du Parti. En 1922, il est à la tête de la branche sibérienne du PCUS. De 1925 à 1928, il est membre du Comité central du PCUS.
En 1928, il est secrétaire général du Parti communiste d'Ukraine ; en 1929-1930 il est chargé de mener à bien la collectivisation des terres et de pourchasser les Koulaks.
En 1930, il est nommé membre titulaire du Politburo du Parti communiste d'URSS.
En 1932-1934 a lieu le Holodomor, qui voit la mort par privation de nourriture d'environ 2.6 et 5 millions d'ukrainiens, en raison d'une part des conséquences de la collectivisation des terres (l'Ukraine ayant les terres les plus fertiles de l'URSS), d'autre part de la volonté de Staline de « casser » la résistance nationaliste des Ukrainiens menée par Konovalets. Kossior est considéré comme l'un des organisateurs de cette tragédie.
En 1935, il se voit décerner l'Ordre de Lénine pour « ses remarquables succès concernant l’agriculture ».
Début 1938, il est nommé vice-premier ministre d'URSS ; c'est alors l'apogée de sa carrière politique et dans l'appareil d'État.
Le 3 mai 1938, alors que les Grandes Purges battent leur plein, il est soudainement déchu de toutes ses fonctions et arrêté par le NKVD. Afin d'amener Kossior à faire des aveux sur ses « fautes », les tortionnaires violent sa fille de 16 ans devant ses yeux.
Il est condamné à mort le 26 février 1939 à la suite d'une parodie de procès et immédiatement exécuté par le bourreau Vassili Blokhine. D'autres dirigeants communistes tels Ian Roudzoutak, Gueorgui Piatakov, Emmanuel Quiring, Vlas Tchoubar et Pavel Postychev connaîtront le même sort.
Dans le cadre de la déstalinisation, il est officiellement réhabilité le 14 mars 1956.
Néanmoins le 13 janvier 2010, Kossior est condamné à titre posthume par la Cour d'appel de Kiev en tant que « criminel politique ».